# Тепен
Тепен је насељено мјесто у општини Шековићи, Република Српска, БиХ. Према попису становништва из 2013. у насељу је живјело 355 становника.

## Становништво
| Демографија | Демографија | Демографија |
| Година      | Становника  | Становника  |
| ----------- | ----------- | ----------- |
| 1971.       | 225         |             |
| 1981.       | 168         |             |
| 1991.       | 193         |             |
| 2013.       | 355         |             |

## Познате личности
- Милош Зекић, народни херој Југославије